# Вісті Роменщини
«Вісті Роменщини» — міськрайонна газета Ромен Сумської області, заснована в січні 1918 року.   Виходить раз на тиждень — у четвер.

## Назви газети
Газета, яка була створена в революційні роки, неодноразово змінювала свою назву. Спочатку вона виходила під назвою "Вісник Роменського військово-революційного комітету", потім " Известия испонительсного комитета Роменского совета  рабочих и селянских депутатов", "Пламя революции", "Голос селянина", Влада праці", "Радянське життя", "За більшовицький колгосп", "Прапор Жовтня", "Комуністичним шляхом", "Вісті Роменщини".

## Історія
Перший номер газети вийшов у січні 1918 році під назвою «Вісник Роменського військово-революційного комітету». Газета від самого початку підтримувала тісний зв'язок з окремими робітничими і сількорівськими кореспондентами, створювала в селах, на підприємствах і вустановах гуртки, проводила семінари, наради, зустрічі в редакції. Відомо, що в 1923 року до річниці газети в редакції було проведене зібрання — підтримка робсількорів, яким у той час було працювати особливо важко. Відомо багато випадків переслідування цих дописувачів. Газета ставала на їхній захист, навіть страхувала життя і здоров'я.
Часопис висвітлював життя Роменщини, ті соціально-політині зміни, які відбувалися, розповідав про сподівання мешканців та їхні проблеми.
У післявоєнні роки газета носила назву «Прапор Жовтня». Авторами були сотні дописувачів, в тому числі червоноармійці, робітники, колгоспники, представники інтелігенції. З 1962 року газета стала називатись «Комуністичним шляхом», останній номер якої 31 грудня 1990 року вже називався «Вісті Роменщини»
Журналісти — колишні фронтовики, які пережили і довоєнні труднощі, і війну та післявоєнні часи. Йосип Дудка і Павло Ключина регулярно готували огляди газети. Друзями газети були Дмитро Білоус і Олекса Ющенко.
Деякий час коректором працював майбутній відомий письменник Шугай Олександр Володимирович. Юнака після 10 класу редактор міськрайонної газети А. Д. Воропай узяв на посаду коректора. Олександр Шугай про це писав:
|  | «В газетні дні я вичитував коректуру, а в інші – на батьківському велосипеді їздив виконувати редакційні завдання” Згодом редактор навчав на місцевому стадіоні їздити на редакційному мотоциклі – спочатку на К-125, а потім Иж- 49. Тоді вже по всьому району їздив на мотоциклі» |

.
Заступником редактора працював А. Ф. Янковий, який швидко, грамотно і майстерно готував матеріали. Завідувачем сільськогосподарського відділу працював О. П. Драч. Завідувачем відділу промисловості був ветеран війни К. Г. Прохненко. Фронтовиками були також працівники газети: М. К. Лисько (завідувач одним із відділів), кореспондент В. В. Омельченко, бухгалтер Є. М. Дегтянникова. Через редакцію газети «Вісті Роменщини» у велику журналістику пішли десятки талановитих майстрів пера. Журналіст-науковець Валентин Бугрим виступає з лекціями не тільки Київському національному університеті ім. Т. Г. Шевченка, а й в інших вищих навчальних закладах України та близького і далекого зарубіжжя. Микола Ничик став членом Спілки письменників Росії. У провідній пресі України показала себе талановитими журналістами Алла Ковтун, нині редактор «Урядового кур'єра», Алла Кобинець очолила одну з найавторитетніших газет — «Запорізька правда». Григорій Рева заявив про себе талановитим журналістом у «Сумщині» та на обласному радіо. У відділі листів працювали Г. І. Феденко і Т. Я. Бондаренко, Галина Білоцерківська. З редакцією газети також співпрацював власкор обласної газети І. І. Шурхало, який отримував від редакції завдання і готував довершені статті. Коректорами в різний час працювали: В. В. Богданова, В. В. Сєрікова. Заступником редактора також працював В.Я Стецюра, який красномовно розповідав про людину -трудівника. Кілька десятків років на своїх плечах тримає газету заступник редактора Олексій Васильович Йордан. Талановитий журналіст Андрій Кубах присвятив життя вдосконаленню професійного рівня, розбудові газети «Вісті Роменщини». Журналіст Денис Мягкович нині готує статті на актуальні теми, які викликають потужний резонанс серед читачів. Фотокореспондентами працювали П. С. Корнух, М. М. Бойко. Ледь не в кожному числі міськрайонної газети були вміщені фотографії Пишного.  Сергій Михайлович – літописець непростої історії Роменщини другої половини двадцятого століття.  Фотографія несе великий обсяг інформації, набагато більший, аніж будь-який текст. Професійні роботи Сергія Михайловича забезпечували  газеті привабливість і високу інформаційність. Фотожурналіст Пишний С.М. і діяв, як митець: творчо, оригінально, нестандартно. Він  поєднував щонайменше дві професії: фотографа і журналіста. Його фотоапарат був готовий щомиті зберегти для вічності миттєвості життя. Позаштатні фотокореспонденти Михайло Кириченко і Василь Кот представляли в часописі високохудожні і професійні світлини.  Дотепними гуморесками, по-вишнівськи написаними кореспонденціями оживлює газету журналіст Микола Гнатович Лаврик.
В шістдесяті-вісімдесяті роки минулого століття в друкарні над газетою «Вісті Роменщини» працювали лінотипісти Анатолій Кочерга, Леонід Кудін, Галина Маціко, Галина Ярич, Софія Мендрух, верстальники С. О. Павленко, М. К. Чепурко, П. Ф. Кубрик, друкарі А. І. Швидко та Л. В. Говоруха. На новій друкарській машині їх замінив Іван Іванович Бойко, який за якістю вивів видання на найвищий рівень у області.

## Редактори газети
Воропай Анатолій Давидович (20. 07. 1922, с. Череватівка, нині Білопільського району Сумської області – 16. 01. 1986, м. Ромни Сумської області) – журналіст, письменник, випускник Київського Національного університету імені Тараса Шевченка
Фомін П.К.
Правдюк Дмитро Сергійович- "Заслужений журналіст України". Газета упродовж не одного десятиліття -одна з кращих серед міських та районних газет України. Матеріали Правдюка Д.С.  друкували обласні та всеукраїнські газети. Головна тема  публікацій Дмитра Правдюка- доля звичайної людини-трудівника, її радощі і болі, подолання життєвих труднощів.  Д.С. Правдюк  творив літопис життя рідного краю упродовж майже сорока років, протягом яких він працював  і  досліджував  внутрішній світ своїх герої. 
Ключник Павло Едуардович

## Електронна версія
Електронна  версія міськрайонної газети "Вісті Роменщини" започаткована в лютому 2009  року. Саме з цього часу і до сьогодні там міститься архів випусків, який може переглянути кожен. Електронна версія дуже зручна, проте деяких рубрик газети не має. На вебсайті читач має змогу залишити відгук про видання «Вісті Ковельщини», після перегляду модератором, який буде опублікований для всіх користувачів інтернету.